# システム (雑誌)
システム（System） は、教育技術と応用言語学を外国語教育と学習の問題に応用した査読付き学術誌である。1973年に設立され、エルゼビア社から発行されている。編集長は、Xuesong Gao（ニューサウスウェールズ大学）、Marta González-Lloret（ハワイ大学マノア校）、Mairin Hennebry（香港大学）、Jim McKinley（ロンドン大学UCL教育研究所）、Lawrence Jun Zhang（オークランド大学）。2013年まで年4号を発行していたが、2014年には6号を発行し、2015年からは年間8号を発行している。

## 影響力
Journal Citation Reportsによると、2018年の同誌のインパクトファクターは1.930で、カテゴリー「言語学」の184誌中23位、カテゴリー「教育・教育研究」の243誌中73位。

## 過去のエディター
- Lluïsa Astruc
- James A. Coleman
- Norman Davies (founding editor 1973-2010)
- Regine Hampel
- Sarah Mercer
- Ursula Stickler
- Robert Vanderplank
- Liang Wang